# Prinerigone pigra
Espèce
Synonymes
- Neriene pigra Blackwall, 1862

Prinerigone pigra est une espèce d'araignées aranéomorphes de la famille des Linyphiidae.

## Distribution
Cette espèce est endémique de Madère au Portugal.

## Publication originale
- Blackwall, 1862 : Descriptions of newly-discovered spiders from the island of Madeira. Annals and Magazine of Natural History, sér. 3, vol. 9, p. 370-382 (texte intégral).